# Oratorio di San Rocco (Porlezza)
L'oratorio di San Rocco è un edificio di culto cattolico situato a Porlezza, in provincia di Como e arcidiocesi di Milano; fa parte del decanato di Porlezza.

## Storia e descrizione
Addossato a una parete rocciosa del Monte Palo l'oratorio risale al XIX secolo.
Più precisamente, l'edificio venne costruito tra il 1854 e il 1857, a seguito di una devastante epidemia di colera, nel luogo dove già si trovava una precedente cappella dedicata alla Beata Vergine Maria, a San Rocco e a San Sebastiano. Questo precedente edificio religioso - attuale cappella laterale dell'oratorio - era stato costruito dagli abitanti di Begna e Porlezza, scampati a una serie di epidemie che durante il XVI secolo avevano decimato i paesi circostanti.
Nel 1619, il cardinal Federico Borromeo minacciò l'abbattimento della cappella per via dell'assenza di una porta attraverso cui poter chiudere la stessa cappella, mancanza che nel 1570 era già stata evidenziata da Carlo Borromeo.
La costruzione dell'oratorio comportò la costruzione della relativa strada di accesso, scavata direttamente nella roccia, lungo la quale si sarebbe dovuta realizzare una Via Crucis (rimasta tuttavia sulla carta).
Internamente, l'abside del presbiterio, dotata di catino affrescato, ospita una statua raffigurante il santo titolare dell'oratorio.